# Marko Zalokar (nogometni vratar)
Marko Zalokar slovenski nogometaš, * 18. junij 1990, Brežice.

## Dosežki
- 2. slovenska nogometna liga:

🏆Prvak (2014/15): Krško
- Pokal NZS:

🏆Prvak (2019/20):  Mura
- 1. slovenska nogometna liga:

🏆'rvak (2020/21):  Mura

## Življenjepis
Marko je odraščal in živi v Krškem. Z nogometom se ukvarja od začetka osnovne šole leta 1997. Konec leta 2014 se je z NK Krško veselil naslova jesenskih prvakov druge slovenske lige, po koncu sezone pa je s soigralci dvignil pokal prvaka 2 SNL. Julija 2020 je z Muro slavil naslov pokalnih prvakov Slovenije za sezono 2019/20. Od januarja 2020 je član Mure iz Murske Sobote. V dresu Krškega zbral 129 nastopov v 1. SNL, ob teh še 20 v dresu Mure. Skupaj 149 prvoligaških tekem. S partnerico Klementino sta 26.6. 2020 povila sinka Otona.